# Oulad Mehdi
 (décembre 2010).
Si vous disposez d'ouvrages ou d'articles de référence ou si vous connaissez des sites web de qualité traitant du thème abordé ici, merci de compléter l'article en donnant les références utiles à sa vérifiabilité et en les liant à la section « Notes et références ».
Les Oulad Mehdi (également Ouled Mahdi, en arabe أولاد مهدي, « les fils de Mehdi ») est un clan de bédouins sédentarisé à Béni-Abbés depuis plus de 7 siècles, descendants de la tribu de Bani Abbas des Béni Hassan (de la grande confédération de Bani Ma'qil) ou des Banu El-Abbes.
Ils sont liés aux Mrabtine, Ouled Ali Ben Moussa, Ouled Rahou et Ouled Hamed avec qui ils forment la communauté dite Ababsa. Ce sont des musulmans malékites.

## Origine
Ils se disent descendants de la tribu de Beniabbes des Béni Hassan (de la grande confédération de Bani moqil) dont l'ancêtre commun est El Mehdi Ben Youssef, d'où leur nom, et qui remonte par ses origines à Dja‘far at-Tayyār : « El Mehdi Ben Youssef Ben Said Ben El-Abbas… Ben Hassan Ben Mokhtar Ben Mohamed Ben Moqil Ben Moussa El-Harradj Ben Mohamed Ben Djaàfar El-Amir Ben Ibrahim El-Aàrabi Ben Mohamed El-Djaouad Ben Ali Azzainabi Ben Abdellah Ben Ja‘far at-Tayyār.ibn Abû Tâlib ibn Abd al-Muttalib ibn Hashim ibn Abd Manaf.
d'autre disent descendants des Banu El-Abbes.
Certains auteurs (Maximilien de La Martinière et Napoléon Lacroix) disent que l'ascendance d'El Mehdi Ben Youssef vient des Doui-Menia, ce qui est loin de la réalité. L'ancêtre des Doui-Menia serait Menie Ben Moghith Ben Mohammed El Gharib appartenant à la branche Harth Ben Malek dépendante des Banou Amer Ben Zoghba descendant des Banu Hilal.
Ibn Khaldoun lui-même dit que nombreux sont ceux qui confondent la généalogie des Bani Maaqil avec celle des Banu Hilal, en raison de leur arrivée en alliance de l'Orient.

## Histoire
Quarante ans après la mort de Sidi othman et de la Seguia el-Hamra, El Mehdi Ben Youssef arrive à Béni-Abbés pour s'installer avec sa famille. C. Ramès dit qu'El Mehdi Ben Youssef vient s'installer à Béni-Abbés après être exilé par sa tribu à la suite d'un crime (chose non prouvée).
Il a quitté sa famille, y compris ses deux fils Youssef et Said et ses serviteurs, pour aller à Oued Draâ d'où il ramena des palmiers. Dans le voyage du retour, il a été accompagné par Ali Ben Moumen de la tribu Arib. Ils fondèrent le ksar des Oulad Mehdi dont il habite Youssef et Said fils de Mehdi Ben Youssef et Mohamed fils de Ali Ben Moumen.
Juste en haut de ce ksar existe un cimetière réservé pour l'enterrement des habitants de ce dernier et dans lequel est enterré le fameux Sidi Mohamed Ben Abbou, pour qui est dédié un mausolée (Sidi Mohamed Ben Abbou est l'un des descendants d'El Mehdi Ben Youssef).

## Organisation sociale
L'organisation des Oulad Mehdi repose sur les liens du sang. On distingue en haut deux branches, du fait qu'El Mehdi Ben Youssef n'a que deux fils, Oulad Youssef et Oulad Said ; chacune de ces deux branches va par la suite se décomposer en plusieurs sous-branches.
|  |  |  |  |  |  |                                |                                |                                |                                |                                |                                |  |  |                            |                            |                            |                            |                            |                            |  |  |                           |                           |                           |                           |                           |                           | El Mehdi Ben Youssef XIIIe siècle |  |                              |                              |                              |                              |                              |                              |  |  |  |  |  |  |                          |                          |                          |                          |                          |                          |      |      |                            |                            |                            |                            |                            |                            |  |  |  |  |  |  |  |  |  |  |  |  |
|  |  |  |  |  |  |                                |                                |                                |                                |                                |                                |  |  |                            |                            |                            |                            |                            |                            |  |  |                           |                           |                           |                           |                           |                           |                                   |  |                              |                              |                              |                              |                              |                              |  |  |  |  |  |  |                          |                          |                          |                          |                          |                          |      |      |                            |                            |                            |                            |                            |                            |  |  |  |  |  |  |  |  |  |  |  |  |
|  |  |  |  |  |  |                                |                                |                                |                                |                                |                                |  |  |                            |                            |                            |                            |                            |                            |  |  |                           |                           |                           |                           |                           |                           |                                   |  |                              |                              |                              |                              |                              |                              |  |  |  |  |  |  |                          |                          |                          |                          |                          |                          |      |      |                            |                            |                            |                            |                            |                            |  |  |  |  |  |  |  |  |  |  |  |  |
|  |  |  |  |  |  |                                |                                |                                |                                |                                |                                |  |  |                            |                            |                            |                            |                            |                            |  |  |                           |                           |                           |                           |                           |                           |                                   |  |                              |                              |                              |                              |                              |                              |  |  |  |  |  |  |                          |                          |                          |                          |                          |                          |      |      |                            |                            |                            |                            |                            |                            |  |  |  |  |  |  |  |  |  |  |  |  |
|  |  |  |  |  |  |                                |                                |                                |                                |                                |                                |  |  | Youssef                    | Youssef                    | Youssef                    | Youssef                    | Youssef                    | Youssef                    |  |  |                           |                           |                           |                           |                           |                           |                                   |  |                              |                              |                              |                              |                              |                              |  |  |  |  |  |  |                          |                          |                          |                          | Said                     | Said                     | Said | Said | Said                       | Said                       |                            |                            |                            |                            |  |  |  |  |  |  |  |  |  |  |  |  |
|  |  |  |  |  |  |                                |                                |                                |                                |                                |                                |  |  | Youssef                    | Youssef                    | Youssef                    | Youssef                    | Youssef                    | Youssef                    |  |  |                           |                           |                           |                           |                           |                           |                                   |  |                              |                              |                              |                              |                              |                              |  |  |  |  |  |  |                          |                          |                          |                          | Said                     | Said                     | Said | Said | Said                       | Said                       |                            |                            |                            |                            |  |  |  |  |  |  |  |  |  |  |  |  |
|  |  |  |  |  |  |                                |                                |                                |                                |                                |                                |  |  |                            |                            |                            |                            |                            |                            |  |  |                           |                           |                           |                           |                           |                           |                                   |  |                              |                              |                              |                              |                              |                              |  |  |  |  |  |  |                          |                          |                          |                          |                          |                          |      |      |                            |                            |                            |                            |                            |                            |  |  |  |  |  |  |  |  |  |  |  |  |
|  |  |  |  |  |  | Oulad Ben-Cherki XVIIIe siècle | Oulad Ben-Cherki XVIIIe siècle | Oulad Ben-Cherki XVIIIe siècle | Oulad Ben-Cherki XVIIIe siècle | Oulad Ben-Cherki XVIIIe siècle | Oulad Ben-Cherki XVIIIe siècle |  |  | Oulad Cherki XVIIIe siècle | Oulad Cherki XVIIIe siècle | Oulad Cherki XVIIIe siècle | Oulad Cherki XVIIIe siècle | Oulad Cherki XVIIIe siècle | Oulad Cherki XVIIIe siècle |  |  | Oulad Addou XVIIIe siècle | Oulad Addou XVIIIe siècle | Oulad Addou XVIIIe siècle | Oulad Addou XVIIIe siècle | Oulad Addou XVIIIe siècle | Oulad Addou XVIIIe siècle |                                   |  | Oulad Ben-Alla XVIIIe siècle | Oulad Ben-Alla XVIIIe siècle | Oulad Ben-Alla XVIIIe siècle | Oulad Ben-Alla XVIIIe siècle | Oulad Ben-Alla XVIIIe siècle | Oulad Ben-Alla XVIIIe siècle |  |  |  |  |  |  | Oulad Said XVIIIe siècle | Oulad Said XVIIIe siècle | Oulad Said XVIIIe siècle | Oulad Said XVIIIe siècle | Oulad Said XVIIIe siècle | Oulad Said XVIIIe siècle |      |      | Oulad Oubeid XVIIIe siècle | Oulad Oubeid XVIIIe siècle | Oulad Oubeid XVIIIe siècle | Oulad Oubeid XVIIIe siècle | Oulad Oubeid XVIIIe siècle | Oulad Oubeid XVIIIe siècle |  |  |  |  |  |  |  |  |  |  |  |  |

## Coutumes et traditions
En plus des traditions communes avec tous les autres Ababsas, Oulad Mehdi a ses propres traditions, entre autres :
- Man-àta en arabe من أتى « qui vient ». C'est un repas préparé à l'occasion du Mouloud (anniversaire du Prophète) à base de couscous, donné gratuitement aux visiteurs (près des mosquées) et c'est de là qu'elle tire son nom « qui vient ».

## Source
- Maximilien Antoine Cyprien Henri Poisson de La Martinière et Napoléon Lacroix, Documents pour servir à l'étude du nord ouest africain, Lille, maison L. Danel, 28 février 1897, 959 p.